# Ястребинский, Николай Дмитриевич
Никола́й Дми́триевич Ястреби́нский (1 [14] декабря 1912 — 16 декабря 1978) — участник Советско-финской и Великой Отечественной войн, заместитель командира 7-го отдельного моторизированного понтонно-мостового батальона по политической части 7-й гвардейской армии Степного фронта, Герой Советского Союза.

## Биография
Родился 1 декабря (14 декабря по новому стилю) 1912 года в городе Акмолинске Казахстана в крестьянской семье. Украинец.
Окончил среднюю школу и три курса Воронежского зоотехнического ветеринарного института.
В 1934 году был призван в ряды Красной Армии. Член ВКП(б)/КПСС с 1939 года. Участник советско-финской войны 1939—1940 годов. Окончил школу политруков в 1940 году. В боях Великой Отечественной войны с июня 1941 года. Воевал на Степном фронте.
При строительстве в сентябре-октябре 1943 года переправ через Днепр в районе острова Глинск-Бородаевский Верхнеднепровского района Днепропетровской области заместитель командира 7-го отдельного моторизированного понтонно-мостового батальона по политической части капитан Н. Д. Ястребинский умело организовал партийно-политическую работу по обеспечению выполнения боевой задачи батальоном, проявил личную отвагу.
С 1946 года майор Н. Д. Ястребинский — в запасе. Работал машинистом электровоза. Жил в Киеве. Скончался 16 декабря 1978 года. Похоронен в Киеве на Байковом кладбище.

## Награды
- Указом Президиума Верховного Совета СССР от 20 декабря 1943 года за умелую организацию партийно-политической работы по обеспечению выполнения боевой задачи батальоном и проявленную при этом личную отвагу капитану Николаю Дмитриевичу Ястребинскому присвоено звание Героя Советского Союза с вручением ордена Ленина и медали «Золотая Звезда» (№ 1488).
- Награждён орденом Ленина, орденом Отечественной войны 1-й степени, орденом Красной Звезды, медалями.